# Sergio Óscar Luna
Sergio Óscar Luna (Córdoba, 19 de febrero de 1958) es un exfutbolista y entrenador argentino, cuya carrera profesional como jugador cubrió alrededor de veinte años (1974-1994) y a la fecha se desempeña como entrenador. Es padre del jugador Damián Luna.

## Trayectoria como jugador
Luna desarrolló los primeros años de su carrera deportiva en la liga cordobesa, haciendo su debut con 16 años en Sportivo Belgrano en 1974. Rápidamente pasó a Vélez Sarsfield, en el que estuvo una temporada. Recorrió su fútbol por varios planteles de Primera y Segunda División del Fútbol Argentino, y en 1983 llegó a Club Atlético San Lorenzo de Almagro, su último plantel en Argentina. 
Luego llegó a Bolivia, donde jugó en Wilstermann, Litoral y The Strongest, club del cual se declaró abiertamente hincha. Con Club The Strongest, Sergio Luna ganó dos torneos de la Liga Profesional del Fútbol Boliviano en 1989 y en 1993, jugando tres ediciones de Copa Libertadores de América, llegando a anotar en este Club un total aproximado de 70 goles.
Destacó por su capacidad de armador del equipo (un clásico "10"), sus toques precisos, generación permanentemente jugadas de gol y buena pegada del balón. Además, fue considerado por muchos como uno de los mejores "10" de la historia del Club The Strongest, club del que fue figura, líder y capitán.

## Anécdotas
Su debut en el Club Atlético San Lorenzo de Almagro se produjo en el Campeonato Nacional del año 1983: 1º Fecha: San Lorenzo 3 - Juventud Antoniana 2 (13/3/83), y en la tercera fecha, (27/03/83), San Lorenzo gana en Rosario con gol de Sergio Luna.
En la Copa Libertadores de América del año 1990, jugando con Club The Strongest en el grupo contra los equipos ecuatorianos, en un partido contra Club Sport Emelec, después de ir en desventaja, se logró un agónico triunfo en el último minuto, con una anotación de Sergio Luna. "Ganamos a lo Tigre. Mi padre estaba en la tribuna en el Siles y le dedique el gol del triunfo" dijo luego del partido.
En un clásico contra el tradicional rival Club Bolívar el "Tigre" ganaba con tres goles de Johnny Villarroel, se subió a la pelota e hizo con la mano una visera, como buscando rivales.

## Trayectoria como entrenador
Como entrenador, empezó a dirigir en Atlanta (cuarta y quinta división del fútbol argentino), Club Atlético San Lorenzo de Almagro (divisiones juveniles y de manera interina el primer plantel después de la marcha de Óscar Ruggeri), El Porvernir, La CAI, Real Mamoré (2010-2011), en la Escuela de Milton Melgar en Buenos Aires, y en las divisiones inferiores de The Strongest (2016 - 2017; campeón nacional en esta última).

## Clubes

### Como jugador
| Club                  | País      | Año         |
| --------------------- | --------- | ----------- |
| Sportivo Belgrano     | Argentina | 1974 - 1976 |
| C. A. Vélez Sarsfield | Argentina | 1976 - 1977 |
| Racing                | Argentina | 1978 - 1979 |
| León                  | México    | 1980        |
| C. A. Colón           | Argentina | 1981        |
| C. A. Sarmiento       | Argentina | 1982        |
| C. A. San Lorenzo     | Argentina | 1983 - 1984 |
| Jorge Wilstermann     | Bolivia   | 1985 - 1987 |
| Litoral               | Bolivia   | 1988        |
| The Strongest         | Bolivia   | 1989 - 1994 |

## Palmarés

### Como jugador
Títulos nacionales
| Título           | Club          | País    | Año  |
| ---------------- | ------------- | ------- | ---- |
| Primera División | The Strongest | Bolivia | 1989 |
| Primera División | The Strongest | Bolivia | 1993 |